# Ammophila clavus
Ammophila clavus är en biart som först beskrevs av Fabricius 1775.  Ammophila clavus ingår i släktet Ammophila och familjen grävsteklar.

## Underarter
Arten delas in i följande underarter:
- A. c. clavus
- A. c. formosana
- A. c. japonica
- A. c. taschenbergi